# الحرب العثمانية اليونانية (1897)
الحرب العثمانية اليونانية لعام 1897 تعرف أيضا باسم حرب الثلاثين يوما هي حرب اندلعت بين الدولة العثمانية ومملكة اليونان عام 1897 بسبب جزيرة كريت العثمانية ذات الغالبية اليونانية، إذ تجددت الاضطرابات بالجزيرة للمطالبة بالانضمام إلى اليونان فقامت اليونان باحتلال الجزيرة الأمر الذي دفع الحكومة العثمانية لإعلان الحرب على اليونان، في نهاية الحرب وبتسوية من الدول العظمى تم إعلان جزيرة كريت منطقة تتمتع بالحكم الذاتي تحت السلطة العثمانية وفقا لبنود معاهدة إسطنبول (1897) التي انهت الحرب بين البلدين.

## ميزان القوى

### اليونان
يتألف الجيش اليوناني في وقت السلم من حوالي 25,000 جندي (1,880 ضابط و23,000 جندي) ويرتفع هذا العدد إلى أكثر من 50,000 في حال استدعاء قوات الاحتياط. وخلال الحرب استطاعت اليونان حشد 66,000 مقاتل منهم 54,000 جندي مشاة في 54 كتيبة و2,250 فارس في 15 سرية و4,000 جندي بسلاح المدفعية في 30 بطارية مدفعية بإجمالي 180 مدفعا و3,000 شخص من سلاح الهندسة والخدمات المساندة إضافة إلى المتطوعين 
وقد وزع الجيش اليوناني قواته ما بين ثيساليا وإيبروس، حيث تشكلت القوات في ثيساليا من 45,000 جندي بقيادة ولي العهد قسطنطين في حين تألفت القوات المتمركز في إبيروس من 16,000 جندي.

### الدولة العثمانية

ذخيرة وأسلحة عثمانية استعملتها القوات العثمانية ضد الجيش اليوناني

يبلغ حجم القوات العثمانية نحو 120,000 جندي، وهم مقسمة إلى قسمين على طول الحدود اليونانية:
- القسم الأول بقيادة أدهم باشا في ثيساليا، وهو جيش ميداني مؤلف من 7 فرق مشاة في كل فرقة 12,500 جندي، إضافة إلى فرقة خيالة مستقلة وفرقة مدفعية مستقلة.
- القسم الثاني يتمركز في إبيروس بقيادة أحمد حفظي باشا، وهو فيلق مؤلف من فرقتي مشاة[6] بإجمالي 30 ألف جندي [7]

## جبهة ثيساليا
أعلنت الحرب رسميا في 18 أبريل 1897، وذلك بعد أن قابل السفير العثماني في أثينا وزير الخارجية اليوناني ليبلغه بقطع أسطنبول علاقاتها مع اليونان، ومنذ بدأ المعارك تمكن العثمانيون من التقدم وتحقيق الانتصارات على الجيش اليوناني، وتمكنوا من الاستيلاء على بلدة لاريسا في 27 أبريل، في حين تراجع اليونانيون ونظموا قواتهم على شكل خط دفاعي في بلدة فارسالا.
في 5 مايو واصل العثمانيون تقدمهم وهاجموا فارسالا مجبرين الجيش اليوناني للتراجع من جديد إلى دوموكوس، حيث حشد اليونانيون فيها 40 ألف جندي في مواقع دفاعية منيعة، وفي 17 مايو هاجم العثمانيون دوموكوس مجبرين الجيش اليوناني مجددا إلى التراجع إلى معبر ثيرموبيلاي حتى 20 مايو حيث تقرر وقف أطلاق النار بين الطرفين.

## جبهة إبيروس
في 18 أبريل، هاجمت القوات العثمانية بقيادة أحمد حفظي باشا جسر آرتا لكنها اضطرت للانسحاب وإعادة تنظيم نفسها في منطقة بينتي بيغاديا. بعد خمسة أيام، استولت القوات اليونانية على بينتي بيغاديا، لكن التقدم اليوناني توقف بسبب نقص التعزيزات ضد جيش متفوق عليهم عدديًا. في 12 مايو، حاولت القوات اليونانية دخول بريفيزا، لكنهم أجبروا على التراجع.

## الصلح
وقع الطرفان في 20 سبتمبر 1897 معاهدة سلام انهت الحرب بين البلدين وقد تضمنت المعاهدة قيام اليونان بالتنازل عن أراضي حدودية ودفع 4 ملايين ليرة عثمانية لأسطنبول كتعويضات.

## النتائج

### النتائج الاقتصادية
عانت الحكومة اليونانية من ضائقة مالية خلال الفترة التي سبقت نشوب الحرب مع إسطنبول، وقد أدى تراكم الديون التي بلغت 823 مليون دراخما وفوائدها التي تلتهم نصف الميزانية اليونانية إلى اعلان اليونان افلاسها عام 1893، وكان من المقرر بحسب معاهدة إسطنبول عام 1897 والتي انتهت الحرب بين البلدين قيام اليونان بدفع غرامة حربية تبلغ 4 ملايين ليرة تركية، ولتأمين ذلك المبلغ قامت كل من بريطانيا وفرنسا وروسيا بترتيب قرض مجمع شارك في 30 بنكا لإقراض الحكومة اليونانية مبلغ 6.8 مليون جنيه استرليني (ما يعادل 170 مليون فرنك فرنسي) بفائدة 3.6% على أن يستخدم القرض لدفع الغرامة الحربية وإعادة هيكلة الديون القديمة ولضمان ذلك تم تأسيس اللجنة المالية الدولية للاشراف على قيام اليونان بتسديد ديونها.

### النتائج السياسية
أصبحت جزيرة كريت بعد الحرب دولة ذات حكم ذاتي تحت السيادة العثمانية